# Економіка розвитку (журнал)
«Економіка розвитку» — міжнародний науковий журнал, засновником якого є Харківський національний економічний університет.
 Журнал орієнтований на публікацію оригінальних, інноваційних, високоякісних і сучасних наукових статей з широким спектром охоплення проблем, пов'язаних із забезпеченням випереджального зростання світової та національної економіки.
Журнал входить до переліку фахових видань, визнаних ВАК України (бюлетень ВАК України № 9, 2002 рік).

## Проблематика
«Економіка розвитку» передбачає досить широку проблематику для надрукованих статей. Опубліковані статті [Архівовано 29 квітня 2012 у Wayback Machine.] орієнтовані на актуальні проблеми науки і практики в таких сферах як:
 — економічна теорія та історія економічної думки;
 — світове господарство і міжнародні економічні відносини;
 — економіка та управління національним господарством;
 — економіка та управління підприємствами;
 — розвиток продуктивних сил і регіональна економіка;
 — демографія, економіка праці, соціальна економіка і політика;
 — гроші, фінанси і кредит;
 — бухгалтерський облік, аналіз і аудит;
 — статистика та економіко-математичне моделювання;
 — інформаційні системи і технології в економіці;
 — теорія і механізми державного управління.
Тематика журналу охоплює все різноманіття проблем, закладених в JEL класифікацію (від А до Z) [Архівовано 12 листопада 2013 у Wayback Machine.]. Призначення журналу полягає в забезпеченні ефективної теоретико-методологічної підтримки сталого розвитку суб'єктів господарювання та поширення адресованої читачеві інформації. Цілі і завдання журналу лежать в сфері оприлюднення нових, сучасних та якісних досліджень; зводяться до публікації концептуальних і емпіричних наукових статей. Усі друковані матеріали проходять сувору процедуру рецензування.

## Редакційна колегія
Підтвердженням важливості журналу є його наявність в декількох реферативних базах даних світового рівня та авторитетна редакційна колегія, до якої входять провідні вчені з різних країн світу [Архівовано 20 грудня 2011 у Wayback Machine.].
- Головний редактор: Пономаренко Володимир Степанович (економіст) — доктор економічний наук, професор, ректор Харківського національного економічного університету
- Заступник головного редактора: Пилипенко Андрій Анатолійович — доктор економічних наук, професор, завідувач кафедри бухгалтерського обліку ХНЕУ
- Відповідальний секретар: Сєдова Любов Миколаївна — директор видавництва ХНЕУ

## Співробітництво
Економіка розвитку публікує статті теоретичної та практичної спрямованості, показуючи при цьому, як результати наукових досліджень можуть сприяти ефективнішому вирішенню актуальних з практичної точки зору економічних проблем. Оскільки опубліковані в журналі статті переважно відносяться до теорії і практиці розвитку економіки, висувається вимога одночасного надання в оприлюднених матеріалах вагомого теоретичного обґрунтування і переконливої практичної реалізації виявленої автором економічної проблеми. Також журнал створює інформаційне поле для обговорення нових теорій з міждисциплінарних досліджень. Враховуючи важливість обміну науковою інформацією редколегія журналу запрошує до співпраці:
 — авторів [Архівовано 16 березня 2013 у Wayback Machine.] — для надання актуальних статей, що відображають відомості про вагомий внесок їхніх досліджень у розвиток економіки;
 — дослідників і практиків [Архівовано 16 січня 2012 у Wayback Machine.] — для отримання відомостей про сучасні досягнення наукової думки;
 — студентів і аспірантів — для отримання досвіду узагальнення та оприлюднення результатів власного наукового пошуку